# إستل رامي
كانت إستل روزماري رامي (23 آب 1917- 8 أيلول 2006) أخصائية غدد صماء وعالمة فسيولوجيا ونسوية أمريكيّة اشتهرت عالمياً بدحض الجراح وزعيم الحزب الديمقراطي إدغار بيرمان، الذي صرّح بأن النساء غير مؤهلات لشغل مناصب عامة رفيعة بسبب «اختلال توازن الهرمونات الانفعالية». تجسدت مقاربة رامي المتوازنة في الحياة في اقتباس لاحق، «لقد أحببت وأُحببت. وكل ما تبقى هو موسيقى الخلفية».

## النشأة
ولدت ستيلا روزماري روبن في ديترويت بولاية ميشيغان لأبوين يهوديين مهاجرين، ونشأت رامي في بروكلين، نيويورك بعد انتقالها مع أسرتها وهي رضيعة. سُميت من قبل والدتها كـ «نجمة». كانت والدتها مهاجرة فرنسية تلقت تعليمها حتى الصف الثالث وكانت أميّة. خلال طفولة رامي وإخوتها، شجعتهم أمها على السعي لمواصلة تعليمهم. في المدرسة الابتدائية، أصرت المعلمة على إضفاء الطابع الرسمي على اسمها باسم إستل من أجل الترتيب للتسجيل. توفي والد رامي عندما كانت مراهقة.

## التعليم
تخرجت رامي من المدرسة الثانوية في الخامسة عشرة وحصلت على درجة البكالوريوس في الرياضيات والبيولوجيا من كلية بروكلين في سن الـ 19. وفي خضم الكساد العظيم، حصلت على زمالة تدريس بقيمة 750 دولارًا في السنة في كلية كوينز في نيويورك وحصلت لاحقًا على درجة شهادة الماجستير في الكيمياء الفيزيائية من جامعة كولومبيا عام 1940. في عام 1950، حصلت على الدكتوراه في علم وظائف الأعضاء (الفسيولوجيا) من جامعة شيكاغو. طوال حياتها، حصلت رامي على 14 درجة فخرية. وكانت أول امرأة تعين كعضو هيئة تدريس في كلية الطب بجامعة شيكاغو.

## التدريس وإجراء الأبحاث
في عام 1941 قدمت رامي على عمل في جامعة تينيسي في قسم الكيمياء لكنها رُفضت بعد أن أخبروها أنه عليها «الذهاب إلى المنزل والاعتناء بزوجها». بعد أن دخلت الولايات المتحدة الأمريكية الحرب العالمية الثانية فقط بشهور قليلة، عرض رئيس القسم على رامي وظيفة تدريس الديناميكا الحرارية (الثرموديناميك) والكيمياء الحيوية للطلاب العسكريين.

## الجدل السياسي
في عام 1970، رفض الدكتور إدغار بيرمان، وهو جراح متقاعد، دعوة الممثلة الأمريكية باتسي مينك إلى العمل بشأن حقوق المرأة خلال جلسة للجنة الأولويات الوطنية للحزب الديمقراطي. ولزعمه ما اعتبره اختلافات جذرية بين الرجال والنساء، أصر بيرمان على أن المرأة:
«العاصفة المستعرة من الاختلالات الهرمونية الشهرية جعلتها غير صالحة للمناصب العليا». قال: «لنفترض أنه كان لدينا رئيسة بعد انقطاع الطمث واضطررنا إلى اتخاذ قرار بشأن خليج الخنازير؟ ... كل الأشياء متساوية، لكن ما زلت أفضل أن يكون لدي جندي من جون كنيدي يتخذ قرارات أزمة الصواريخ الكوبية بدلاً من أنثى من نفس العمر».
وكعالمة في الغدد الصماء، كتبت رامي رسائل إلى النشرة المسائية في واشنطن وواشنطن بوست تنتقد فيها ادعاءات بيرمان. في رسالة واحدة، كتبت أنها «مندهشة عندما علمت أن هرمونات المبيض سامة لخلايا المخ»، وذكرت أيضًا أنه خلال أزمة الصواريخ الكوبية، كان الرئيس جون كينيدي يعاني من مرض أديسون وأن أدويته لهذه الاضطرابات الهرمونية الحادة قادرة على التسبب في تقلبات مزاجية حادة.
استضاف نادي الصحافة الوطني النسائي نقاشاً بين رامي وبيرمان افتتحه بيرمان «أحب النساء حقًا». أجابت رامي: «وكذلك فعل هنري الثامن». وفقاً لصحيفة واشنطن بوست، فقد سيطرت رامي على النقاش مع بيرمان. بعد المناقشة، استقال بيرمان من اللجنة الوطنية الديمقراطية وأصبحت رامي متحدثاً عاماً في مجال حقوق المرأة.

## المنشورات
نشرت رامي أكثر من 150 مقالة بحثية طوال حياتها. في عام 1971، نشرت قصة في العدد الأول من مجلة السيدة بعنوان «دورات الذكور (لديهم، أيضاً)».

## التكريم والجوائز
في عام 1989، أُدخلت رامي في قاعة مشاهير نساء ماريلاند. منذ عام 2000، يقدم المركز الطبي لجامعة جورج تاون جائزة إستيل رامي السنوية الإرشاديّة «تكريم أعضاء هيئة التدريس الذين قدموا التشجيع والدعم والإرشاد المتميزين لنساء الهيئة التدريسية في المركز الطبي لجامعة جورج تاون (GUMC) للوصول إلى أقصى إمكاناتهن المهنية.»
تمنح هذه الجائزة للنساء والرجال على حد سواء. شاركت رامي أيضاً في مقابلتين مع مشروع أبحاث التاريخ اللفظي بجامعة كولومبيا.